# Slowenisches Parlament

Platz der Republik und Parlamentsgebäude in Ljubljana

Slowenisches Parlament (slowenisch: Slovenski parlament) ist die informelle Bezeichnung für (a) die Slowenische Nationalversammlung, die gesetzgebende Körperschaft der Republik Slowenien, und (b) für das Gebäude der Nationalversammlung (slowenisch: Zgradba Državnega zbora)  auf dem Platz der Republik in Ljubljana.
Das Parlamentsgebäude ist, trotz seines Namens, sowohl Sitz der Nationalversammlung als auch des Slowenischen Nationalrates.

## Parlamentsgebäude
Das Parlamentsgebäude ist ein modernistischer Palast, der zwischen 1954 und 1959 nach Plänen des Architekten Vinko Glanz erbaut wurde. Es wurde am 19. Februar 1959 als Palast der Volksversammlung (Palača Ljudske skupščine) eröffnet und war ursprünglich der Sitz der gesetzgebenden Körperschaft der Sozialistischen Republik Slowenien.